# Club Deportivo Alcalá Enjoy
El CD Alcalá Enjoy es un club de fútbol de la ciudad de Alcalá la Real (Jaén) España. Fue fundado en el año 2010 tras la desaparición del Alcalá C.F.

## Historia
Fundado en 2010, es el sucesor del antiguo Alcalá CF, que desapareció en 2009 cuando jugaba en 1ª División Andaluza. También sucesor del antiguo Sporting Aben Zayde, que regentaba las categorías de fútbol base. Actualmente, el club cuenta con un total de 13 equipos de fútbol de diferentes categorías (Prebenjamín, Benjamín a, Benjamín b, Alevín a, Alevín b, Alevín c, Infantil a, Infantil b, Cadete a, Cadete b, Juvenil a, juvenil b y Senior).

## Escudo
El escudo tiene forma de olla con fondo rojo donde se pueden leer las iniciales "AEC" y un león dentro de la C. Además, la llave del escudo alcalaíno y La Mota, símbolo de la ciudad, también están presentes en el escudo.

## Uniforme
- Uniforme titular: Camiseta roja, pantalón negro y medias negras.
- Uniforme alternativo: Camiseta azul oscuro, pantalón negro y medias negras.

## Estadio
El Club Deportivo Alcalá Enjoy disputa sus partidos en el Estadio Municipal de Alcalá la Real, que cuenta con un aforo aproximado de 1000 espectadores.

## Jugadores Equipo Senior
|delegado= Harry Sergio Ramírez}}